# Desa Muarabakti
Desa Muarabakti är en administrativ by i Indonesien.   Den ligger i provinsen Jawa Barat, i den västra delen av landet, 26 km öster om huvudstaden Jakarta.